# Cliff Mardulier
Cliff Mardulier (Edegem, 22 september 1982) is een voormalig Belgisch profvoetballer.
Hij begon als junior bij Berchem Sport, waar hij werd omgevormd van veldspeler tot keeper. Als veertienjarige werd hij ontdekt door K. Lierse SK. Daar doorliep hij de rest van de jeugdopleiding en schopte hij het tot reservedoelman van het eerste elftal. Ook werd hij keeper van het Belgische belofteteam.
In 2005 speelde Mardulier regelmatig in het eerste van Lierse. Hij raakte betrokken bij het omkoop- en gokschandaal dat het Belgische voetbal toen in zijn greep hield. Op 16 februari 2006 bekende hij geld aangenomen te hebben, waarop hij op staande voet werd ontslagen. Hij beweert ondanks het aanvaarden van het geld geen wedstrijden negatief beïnvloed te hebben, hetgeen nog weleens waar zou kunnen zijn ook, want in twee omstreden wedstrijden stopte hij een strafschop, waarop hij door trainer Paul Put werd gewisseld.
Een van de wedstrijden die Lierse moest verliezen was tegen Anderlecht, maar dit werd een gelijkspel. Daarna zou Mardulier met de dood bedreigd zijn door de gokmaffia. Na zijn ontslag bij Lierse sloot hij een overeenkomst met de KBVB: in ruil voor de toezegging niet geschorst te worden zal hij tegenover de bond openheid van zaken geven.
Zoals de meeste destijds ontslagen spelers is ook Mardulier inmiddels weer aan de slag. Hij kwam in oktober 2006 rond met de vierdeklasser KFC Schoten.
Op 18 april 2007 tekende hij een driejarig contract bij Roda JC, dat vond dat Mardulier een nieuwe kans verdiende. Op 20 augustus werd hij door de Controlecommissie van de KBVB inderdaad schuldig bevonden voor zijn aandeel in de Zaak-Ye, maar niet bestraft, omdat hij door de affaire anderhalf jaar zijn beroep niet heeft kunnen uitoefenen.
In september 2010 tekende hij voor één seizoen bij MVV Maastricht. In oktober 2011 vond hij onderdak bij KSV Temse en later in hetzelfde seizoen bij KFC De Kempen Tielen-Lichtaart.

## Carrière
| seizoen | club           | land      | competitie     | wed. | goals |
| ------- | -------------- | --------- | -------------- | ---- | ----- |
| 1999/00 | Lierse SK      | België    | Eerste Klasse  | 0    | 0     |
| 2000/01 | Lierse SK      | België    | Eerste Klasse  | 2    | 0     |
| 2001/02 | Lierse SK      | België    | Eerste Klasse  | 28   | 0     |
| 2002/03 | Lierse SK      | België    | Eerste Klasse  | 3    | 0     |
| 2003/04 | Lierse SK      | België    | Eerste Klasse  | 3    | 0     |
| 2004/05 | Lierse SK      | België    | Eerste Klasse  | 6    | 0     |
| 2005/06 | Lierse SK      | België    | Eerste Klasse  | 14   | 0     |
| 2007/08 | Roda JC        | Nederland | Eredivisie     | 0    | 0     |
| 2008/09 | Roda JC        | Nederland | Eredivisie     | 0    | 0     |
| 2009/10 | Roda JC        | Nederland | Eredivisie     | 0    | 0     |
| 2010/11 | MVV Maastricht | Nederland | Eerste divisie | 2    | 0     |
|         | totaal:        | totaal:   | totaal:        | 58   | 0     |